# Fraseria
Genre
Fraseria est un genre de passereaux de la famille des Muscicapidae. Il se trouve à l'état naturel dans l'Ouest et le centre de l'Afrique,.

## Liste des espèces
Selon la classification de référence du Congrès ornithologique international (version 8.1, 2018) :
- Fraseria cinerascens Hartlaub, 1857 — Gobemouche à sourcils blancs, Gobemouche forestier à sourcils blancs
  - Fraseria cinerascens cinerascens Hartlaub, 1857
  - Fraseria cinerascens ruthae Dickerman, 1994
- Fraseria ocreata (Strickland, 1844) — Gobemouche forestier, Gobemouche forestier de Fraser
  - Fraseria ocreata kelsalli Bannerman, 1922
  - Fraseria ocreata prosphora Oberholser, 1899
  - Fraseria ocreata ocreata (Strickland, 1844)
- Fraseria griseigularis (Jackson, 1906) — Gobemouche à gorge grise
- Fraseria plumbea (Hartlaub, 1858) — Gobemouche mésange
- Fraseria olivescens (Cassin, 1859) — Gobemouche olivâtre
- Fraseria lendu (Chapin, 1932) — Gobemouche de Chapin
- Fraseria caerulescens Hartlaub, 1857 — Gobemouche à lunettes
- Fraseria tessmanni (Reichenow, 1907) — Gobemouche de Tessmann